# Manno
Manno är en ort och kommun  i distriktet Lugano i kantonen Ticino, Schweiz. Kommunen har 1 340 invånare (2023).